# Arenaria tetraquetra subsp. amabilis
Arenaria tetraquetra var. amabilis  es una  planta herbácea perteneciente a la familia de las cariofiláceas.

## Descripción
Tiene una forma de cojincillo apretado de ramas, densamente cubiertas de hojas aovadas, obtusas y recurvadas, que casi parecen un musgo duro. Las flores, muy llamativas, emergen en verano y sobresalen conspicuas de la almohadilla vegetativa. 

## Distribución y hábitat
Las plantas de los montes Pirineos tienen flores tetrámeras, esto es con cuatro sépalos y cuatro pétalos; sin embargo las plantas de Andalucía oriental llevan cinco de cada, lo que ha generado la denominación de la variedad. Por lo demás son idénticas. Es planta de alta montaña, amiga de grietas y pedregales, pertenecientes a un grupo de plantas rupícolas aún no suficientemente conocido.

## Taxonomía
Arenaria tetraquetra subsp. amabilis fue descrita por (Bory) H.Lindb. y publicado en Acta societatis scientiarum fennica. Series B. Opera biologica 1(2): 45. 1932.
Sinonimia
- Arenaria tetraquetra var. granatensis Boiss.
- Arenaria amabilis Bory
- Arenaria tetraquetra subsp. imbricata (Lag. & Rodr.) Laínz[3]